# Griffith Airport
Griffith Airport är en flygplats i Griffith i New South Wales i Australien. Griffith Airport ligger 131 meter över havet, och omkring 480 kilometer väster om delstatshuvudstaden Sydney.
Trakten runt Griffith Airport består till största delen av jordbruksmark. Runt Griffith Airport är det glesbefolkat, med 14 invånare per kvadratkilometer. Genomsnittlig årsnederbörd är 499 millimeter. Den regnigaste månaden är mars, med i genomsnitt 77 mm nederbörd, och den torraste är oktober, med 16 mm nederbörd.